# Polizia nazionale dell'Ucraina
La Polizia nazionale dell'Ucraina (PNU; in ucraino Національна поліція України?, Nacional'na policija Ukraïny) è il Corpo di pubblica sicurezza statale, dipendente dal Ministero degli affari interni.
Essa è stata fondata in sostituzione della Milizia nel luglio 2015 nell'ambito di una serie di riforme che seguirono la Rivoluzione ucraina del 2014 ed è stata attivata il 7 novembre dello stesso anno.

## Storia

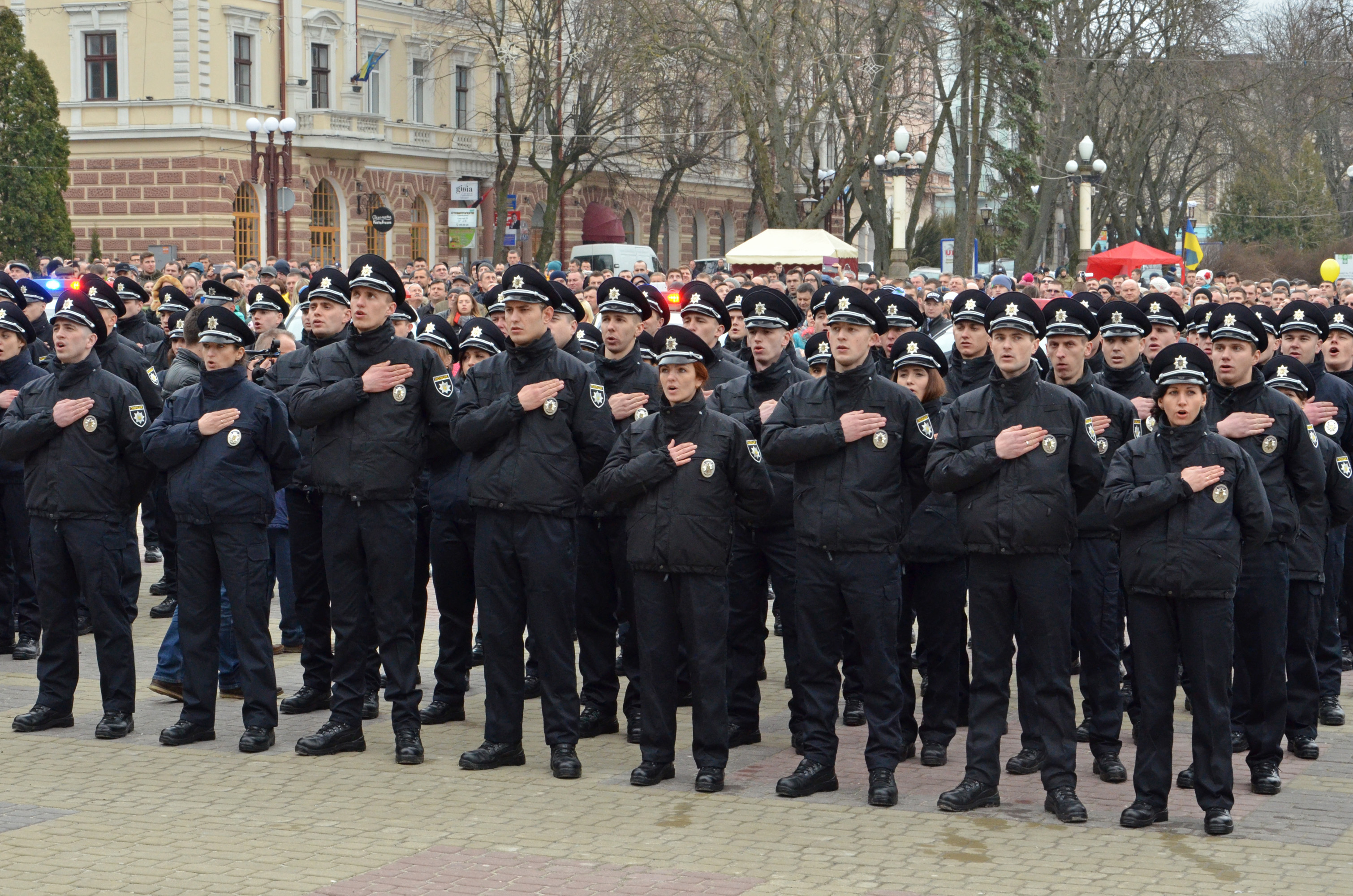
Giuramento a Ternopil' nel 2016

Tra le riforme adottate in Ucraina in seguito alla Rivoluzione del 2014 una riguardava la costituzione di un nuovo corpo di polizia modellato sulla base delle forze di polizia occidentali, che andasse a sostituire la Milizia. La nuova polizia sarebbe stata composta da 160 000 persone contro le 324 400 che componevano la Milizia nel 2014. Il 21 maggio 2015 la Verchovna Rada ha approvato un disegno di legge sulla formazione di una nuova forza di polizia, il 2 luglio il disegno di legge è stato approvato in una seconda votazione e il 4 agosto il presidente Porošenko ha firmato la legge per la creazione della Polizia Nazionale dell'Ucraina.
A Kiev la nuova polizia è entrata in servizio il 4 luglio, a Leopoli il 23 agosto, a Odessa il 25 agosto e a Charkiv il 26 settembre.
Il 9 ottobre 2015 ha iniziato il servizio, sull'autostrada M06 tra Kiev e Žytomyr, la polizia stradale, a cui vennero assegnati i compiti di prevenire illeciti legati alla circolazione e incidenti stradali e prestare assistenza agli automobilisti.
Il 7 novembre 2015 il nuovo corpo di polizia è stato attivato su tutto il territorio nazionale e la Milizia, che era coesistita con la Polizia nel periodo di transizione, è stata definitivamente smantellata.

## Organizzazione
La Polizia Nazionale dell'Ucraina è divisa in una direzione centrale e in diverse articolazioni territoriali.
La direzione centrale comprende:
- Comando
- Polizia criminale – responsabile di prevenire e investigare i crimini
  - Dipartimento di intelligence
  - Dipartimento delle operazioni
  - Servizio di sorveglianza
  - Dipartimento di analisi criminale
  - Dipartimento delle operazioni tecniche
  - Dipartimento per le azioni sui materiali pericolosi
- Dipartimento di prevenzione
- KORD – reparto d'élite dispiegato in eventi ad alto rischio come liberazione di ostaggi o atti terroristici
- Dipartimento di cooperazione internazionale
- Dipartimento delle investigazioni strategiche – contrasto alla criminalità organizzata
- Dipartimento delle investigazioni
- Dipartimento di analisi e supporto
- Dipartimento delle operazioni acquatiche e aeree
- Dipartimento del servizio cinofilo

Le articolazioni territoriali comprendono:
- Polizia criminale
  - Dipartimento per la lotta alla criminalità legata alla droga
  - Dipartimento di sicurezza interna
  - Dipartimento di polizia informatica
  - Dipartimento di Protezione Economica
- Polizia di pattuglia – polizia stradale e supporto alle altre unità
- Polizia di guardia – responsabile della protezione di luoghi sensibili e, a contratto, di appartamenti civili[16]

## Gradi

### Ufficiali
| Posizione      | Generali                                                      | Generali                                                      | Generali                                                      | Ufficiali superiori          | Ufficiali superiori                     | Ufficiali superiori    | Ufficiali inferiori      | Ufficiali inferiori                        | Ufficiali inferiori       | Ufficiali inferiori                     |
| -------------- | ------------------------------------------------------------- | ------------------------------------------------------------- | ------------------------------------------------------------- | ---------------------------- | --------------------------------------- | ---------------------- | ------------------------ | ------------------------------------------ | ------------------------- | --------------------------------------- |
| Controspallina |                                                               |                                                               |                                                               |                              |                                         |                        |                          |                                            |                           |                                         |
| Grado          | Generale della polizia di 1º grado Генерал поліції 1-го рангу | Generale della polizia di 2º grado Генерал поліції 2-го рангу | Generale della polizia di 3º grado Генерал поліції 3-го рангу | Colonnello Полковник поліції | Tenente colonnello Підполковник поліції | Maggiore Майор поліції | Capitano Капітан поліції | Tenente maggiore Старший лейтенант поліції | Tenente Лейтенант поліції | Sottotenente Молодший лейтенант поліції |

### Sottufficiali e agenti
| Posizione      | Sottufficiali                     | Sottufficiali    | Sottufficiali                       | Agenti                 |
| -------------- | --------------------------------- | ---------------- | ----------------------------------- | ---------------------- |
| Controspallina |                                   |                  |                                     |                        |
| Grado          | Sergente maggiore Старший сержант | Sergente Сержант | Sergente inferiore Молодший сержант | Agente Рядовий поліції |

## Dotazione

### Armi

#### Pistole
- Pistolet Makarova
- Fort-12
- Fort-17[18]
- Glock 17

#### Pistole mitragliatrici
- Heckler & Koch MP5[19]

#### Fucili
- Fort-500
- IMI Galil: prodotto su licenza nella versione Sniper come Fort-301 e utilizzato dal KORD

#### Fucili d'assalto
- Fort-221[20]
- AK-74

#### Mitragliatrici
- Fort-401: in dotazione al KORD

### Veicoli
Automobili

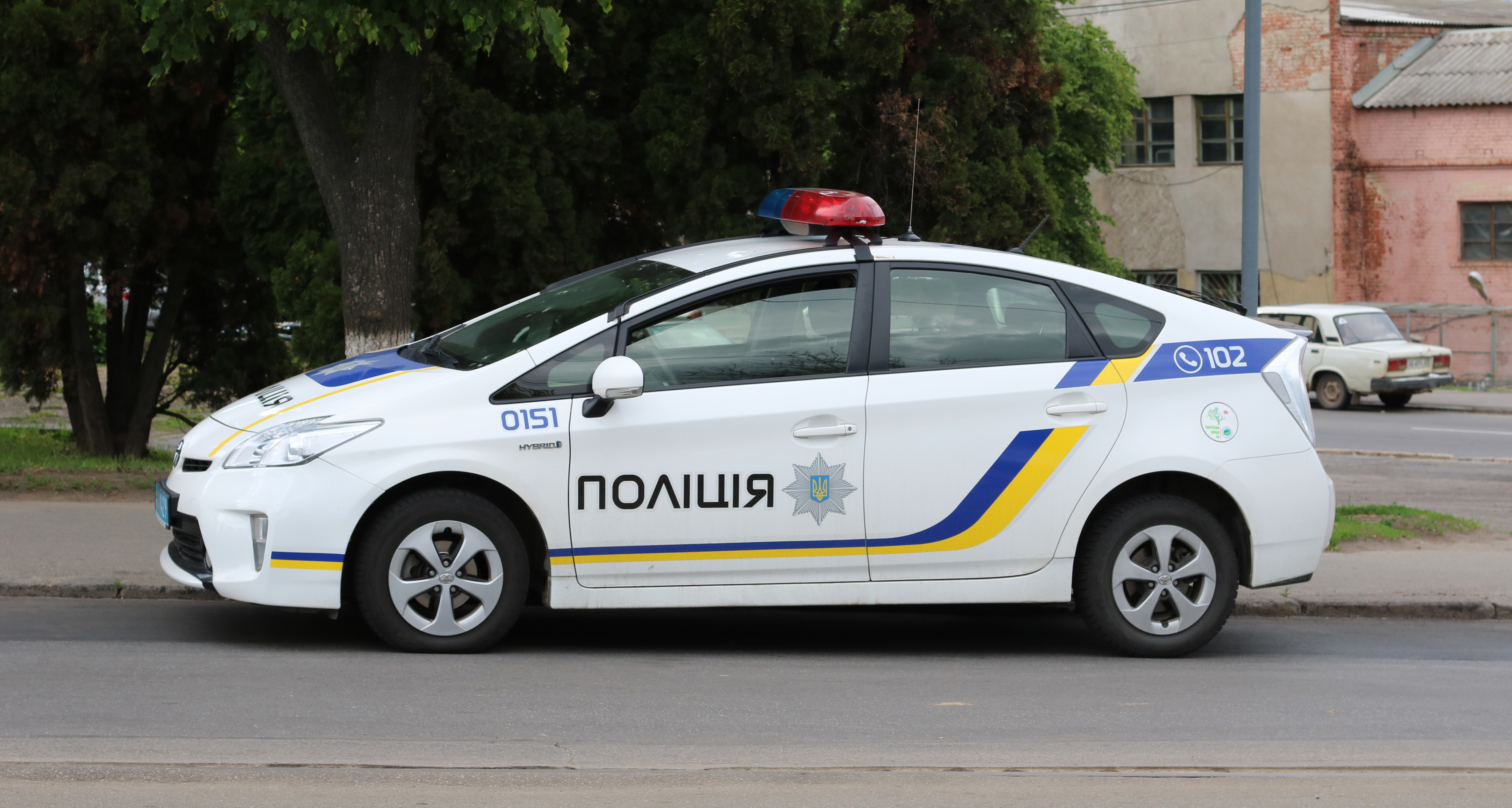
Toyota Prius
- Hyundai Sonata
- Isuzu D-Max
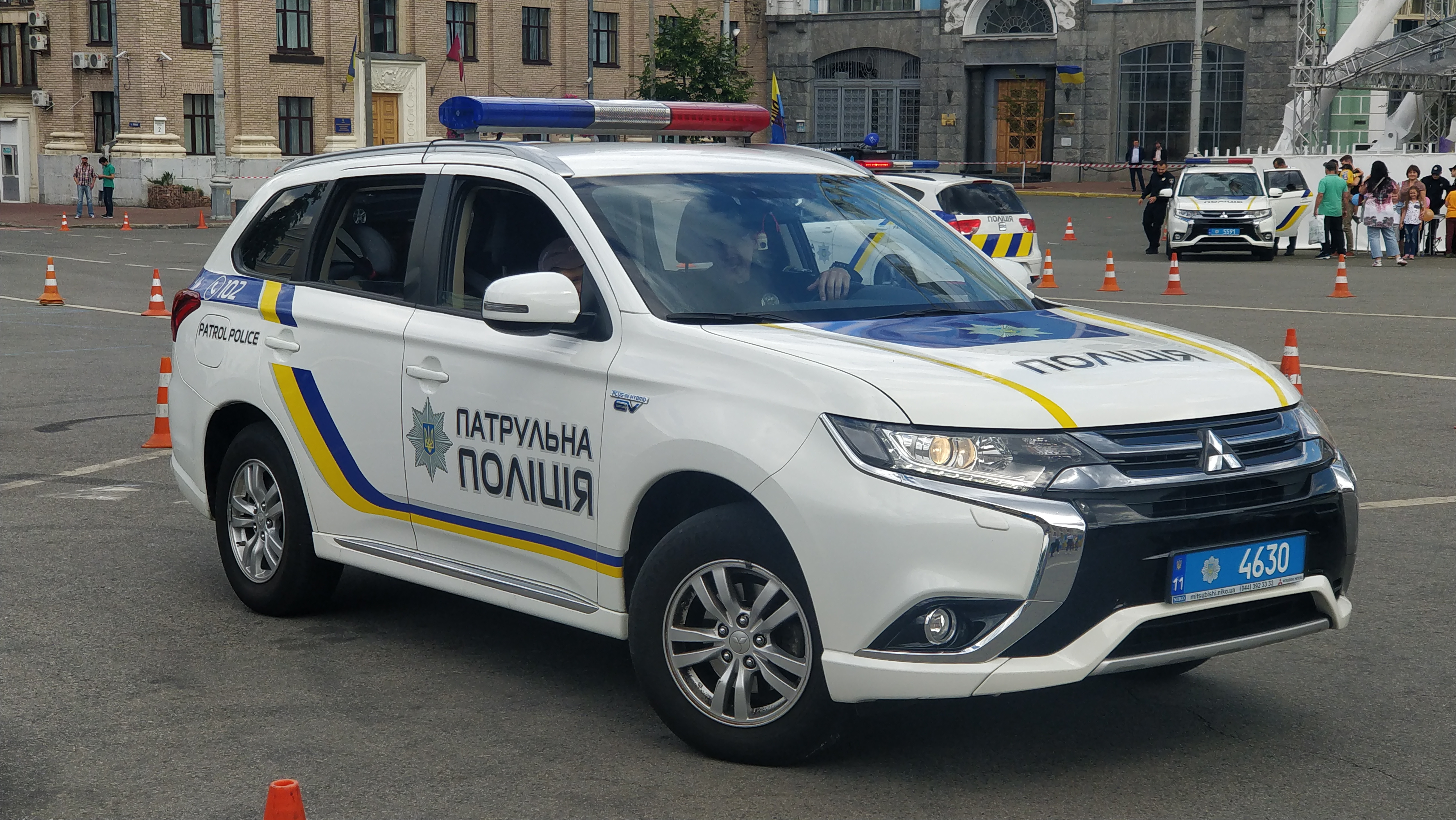
Mitsubishi Outlander
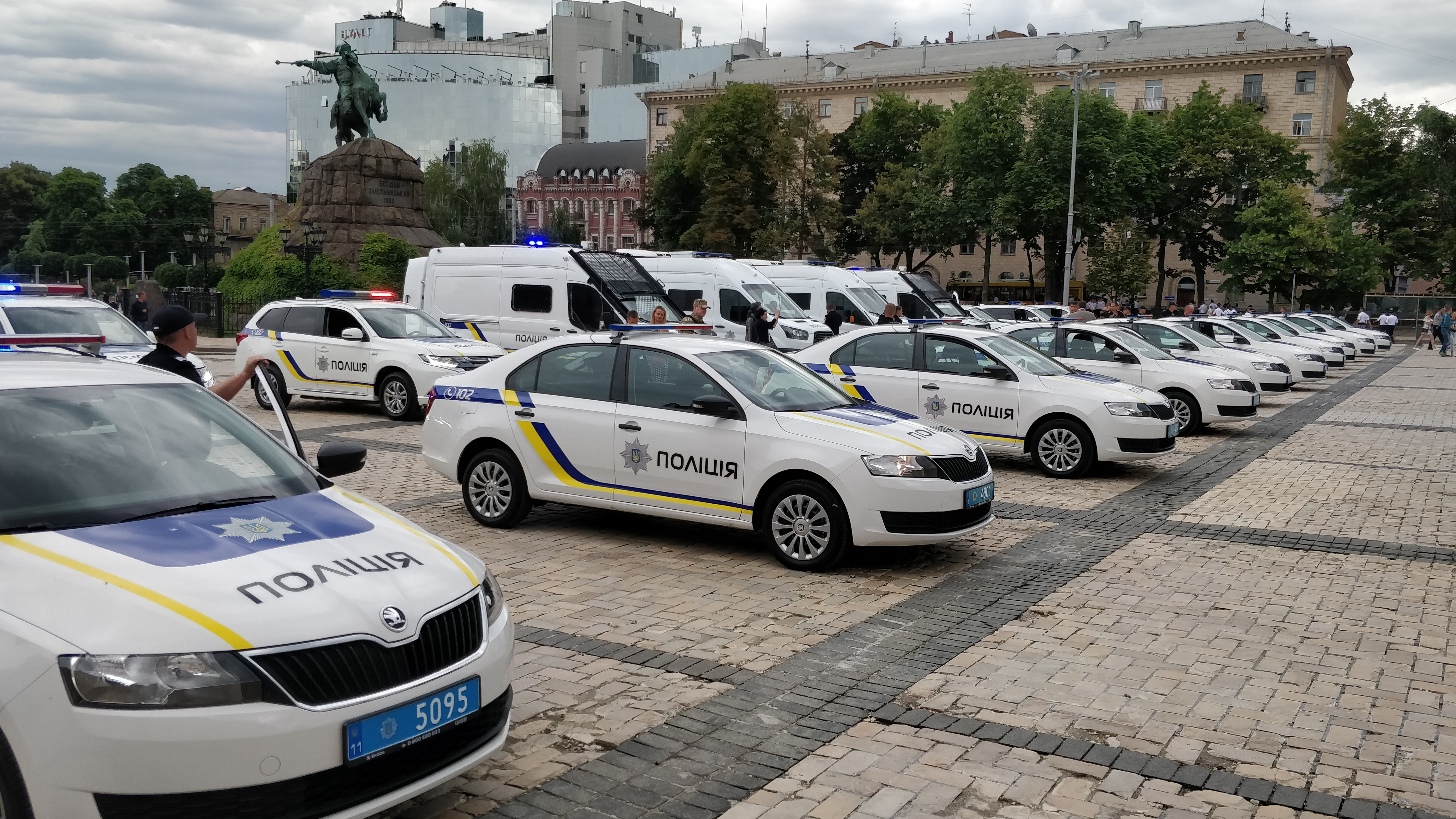
Škoda Rapid, Mitsubishi Outlander e Ford Transit

- Dacia Dokker
- Dacia Duster
- Suzuki Vitara[22]
- UAZ Patriot
- Lada-Vaz Niva
- Fiat Tipo: in servizio nella polizia di Kiev
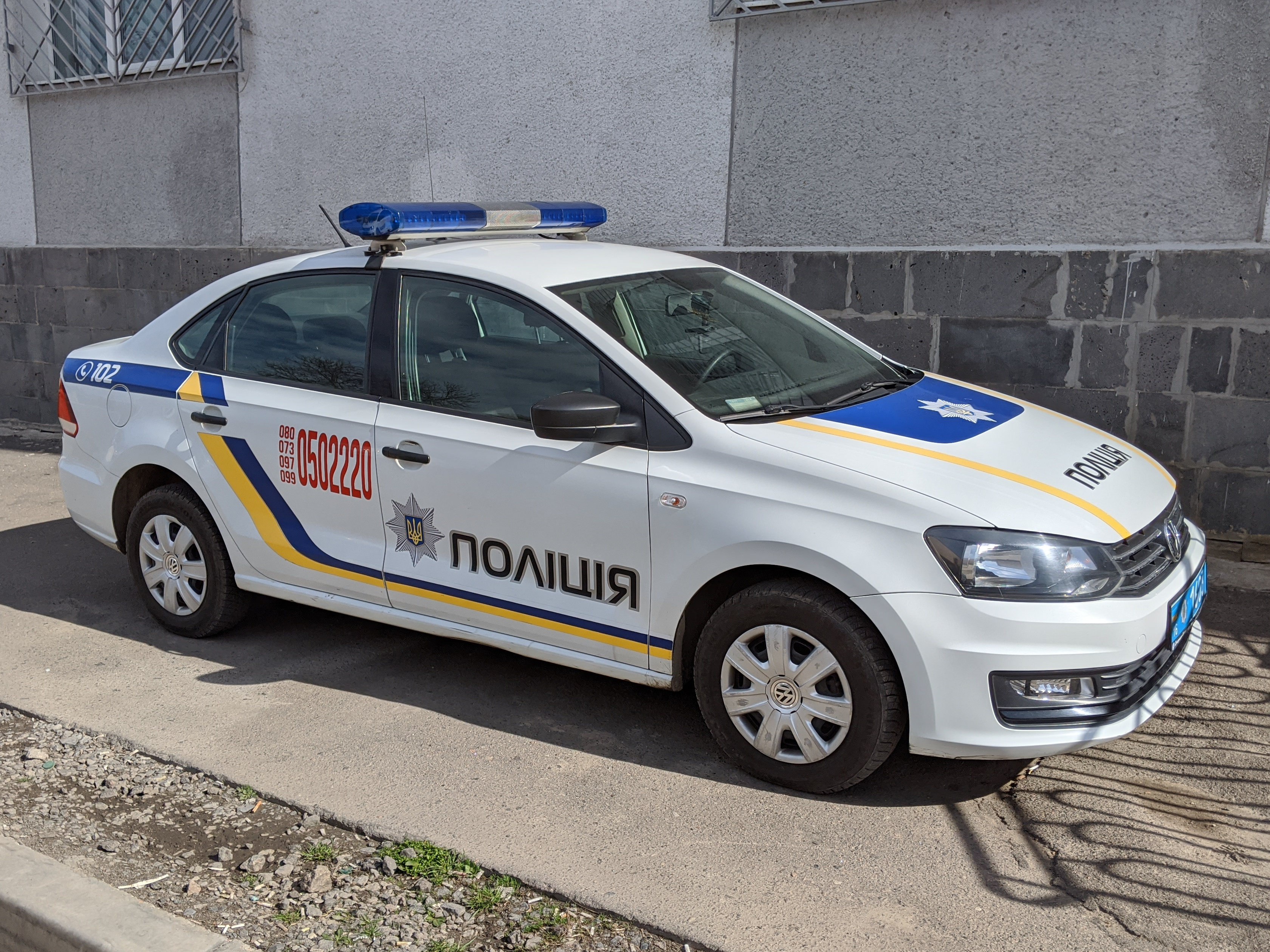
Volkswagen Polo
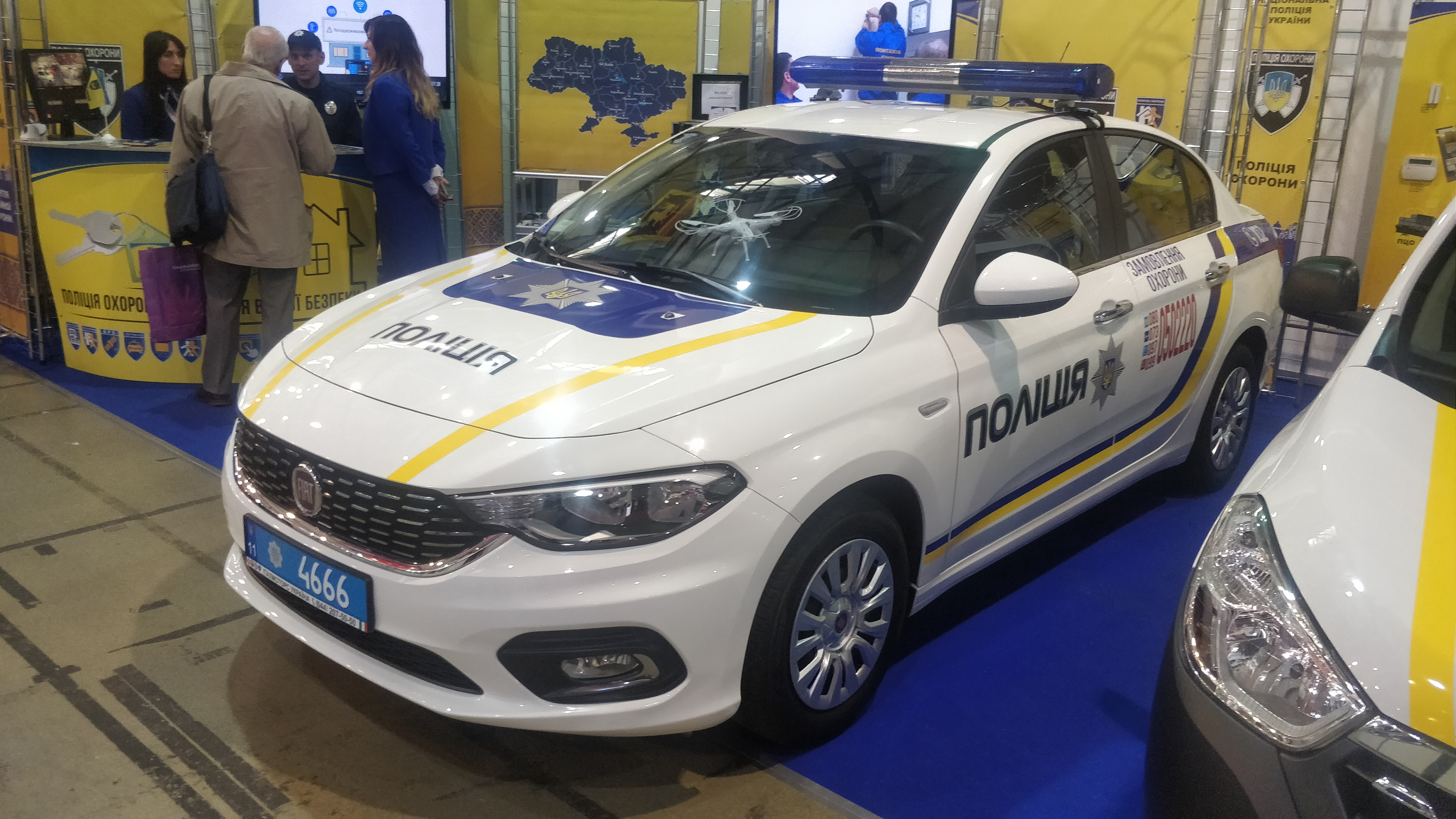
Fiat Tipo
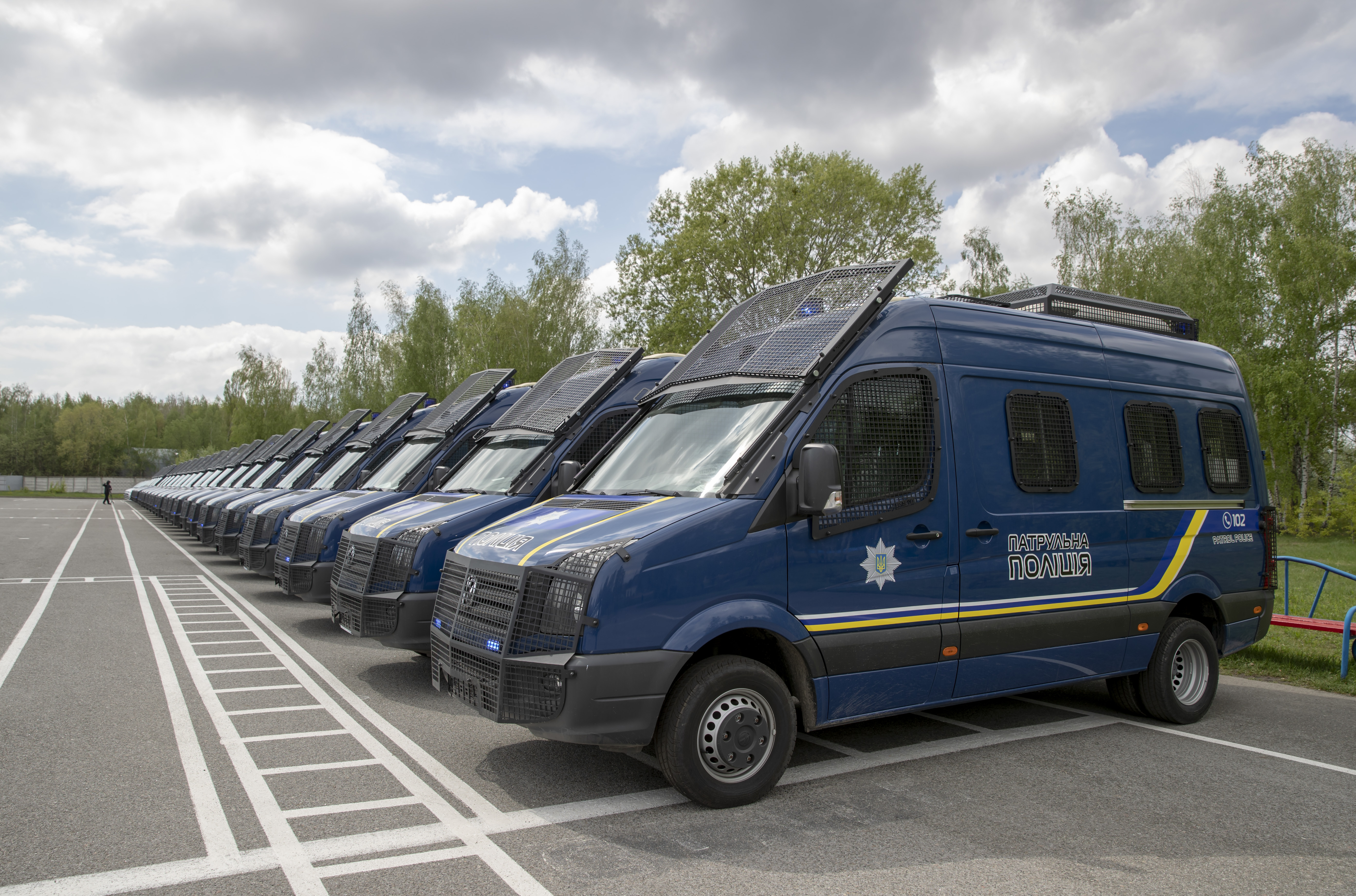
Volkswagen Crafter
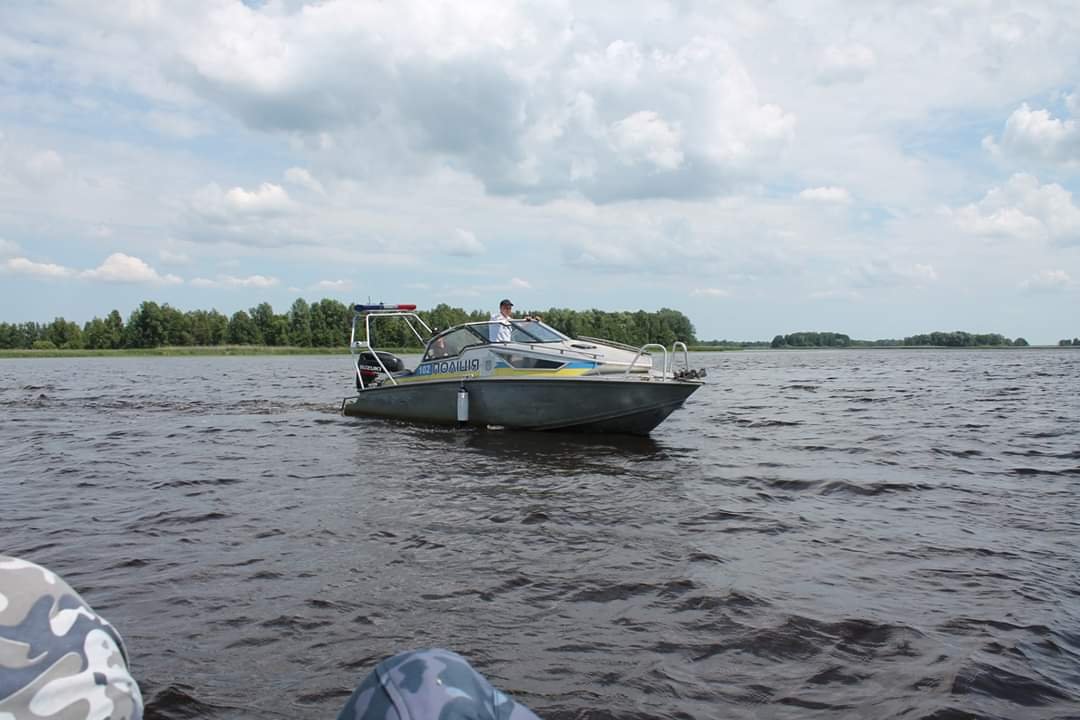
Imbarcazione sul fiume Pryp"jat'

- Škoda Rapid
- Peugeot 301
- Chevrolet Cobalt[24]

Motocicli
- Suzuki SV 650[25]

- Raketa-Futong FT 150[26]

Furgoni
- Ford Transit
- Mercedes-Benz Sprinter[27]
- Volkswagen Transporter
- Volkswagen Crafter
- Peugeot Boxer[21]
- Renault Trafic

Blindati
- SBA Varta: in servizio nel KORD[28]

Elicotteri
- Robinson R44
- Airbus Helicopters H145

- Toyota Prius
- Mitsubishi Outlander
- Škoda Rapid, Mitsubishi Outlander e Ford Transit
- Volkswagen Polo
- Fiat Tipo
- Volkswagen Crafter
- Imbarcazione sul fiume Pryp"jat'